# Ceraspis dorsopicta
Ceraspis dorsopicta är en skalbaggsart som beskrevs av Frey 1972. Ceraspis dorsopicta ingår i släktet Ceraspis och familjen Melolonthidae. Inga underarter finns listade i Catalogue of Life.